# Ralph Macchio
Ralph George Macchio (Huntington (New York), 4 november 1961) is een Amerikaans acteur. Hij speelde onder meer hoofdpersonage Daniel LaRusso in zowel de drama-actiefilm The Karate Kid als de eerste twee vervolgen daarop en in de televisieserie Cobra Kai.

## Levensloop
Hij werd geboren als de zoon van Rosalie en Ralph Macchio Sr. Op 16-jarige leeftijd werd hij tijdens een dansvoorstelling ontdekt door een agent die hem audities voor reclamefilmpjes liet doen. In 1980/1981 speelde hij in de televisieserie Eight is Enough. Na een rol in de film The Outsiders (1983) kreeg Macchio in 1984 de rol van Daniel LaRusso in The Karate Kid. Deze film bezorgde hem grote bekendheid en er werden nog twee vervolgdelen gemaakt. Voor Macchio bleek het echter lastig om andere, meer volwassen rollen te vinden: zijn jeugdige uiterlijk speelde hem parten. In 1992 wist hij nog wel succes te behalen in de film My Cousin Vinny.
Zijn deelname in 2011 aan het televisieprogramma Dancing with the Stars leverde Macchio weer bekendheid op. Voor National Geographic Channel produceerde hij American Gypsies en hij speelde mee in de film He’s Way More Famous Than You. In 2018 volgde de serie Cobrai Kai, waarin Macchio weer in de huid kroop van zijn oude personage Daniel LaRusso.
In 2024 kreeg Macchio een ster op de Hollywood Walk of Fame.

## Privé
Macchio werd op 15-jarige leeftijd door zijn grootmoeder aan zijn toekomstige vrouw, Phyllis Fierro, voorgesteld. Ze trouwden op 5 april 1987 en kregen twee kinderen: een dochter genaamd Julia (geboren in 1992) en een zoon genaamd Daniel (geboren in 1996, vernoemd naar Ralphs personage Daniel LaRusso). Fierro is verpleegkundig specialist. Julia verscheen in seizoen 4 en 5 van Cobra Kai, waarin ze de nicht van haar vaders personage, Vanessa LaRusso, speelde.
Macchio is een fan van het ijshockeyteam New York Islanders en was te zien als de beroemde aanvoerder van het team in de Pro Set Platinum-ruilkaartenserie uit 1991. Een bobblehead-promotie uit 2016 liet hem zien in het uniform van het team, met de iconische 'kraanvogel'-houding uit The Karate Kid.

## Karate
Macchio behaalde zijn zwarte band in karate in april 2025, iets meer dan 40 jaar nadat hij Daniel LaRusso speelde in The Karate Kid. In 2023 zei Macchio dat hij vóór de opnames was getraind in de Okinawaanse Gōjū-ryū defensieve karatestijl die wordt gebruikt door Pat Morita's Mr. Miyagi-personage. In mei 2025 ontvingen Macchio en zijn Karate Kid: Legends-collega Jackie Chan een erezwarte band van de World Karate Federation tijdens de première van de film in New York.

## Filmografie
- Karate Kid: Legends (2025, Daniel LaRusso)
- Cobra Kai (2018-2025, televisieserie, Daniel LaRusso)
- Hitchcock (2012, Joseph Stefano)
- Beer League (2006, Maz)
- A Good Night to Die (2003, Donnie)
- Popcorn Shrimp (2001, als agent)
- The Office Party (2000, Sean)
- Can't Be Heaven (2000, Hubbie Darling)
- Dizzyland (1998)
- Naked in New York (1993, Chris)
- My Cousin Vinny (1992, Billy Gambini, met Joe Pesci en Marisa Tomei)
- The Last P.O.W.? The Bobby Garwood Story (1992, televisiefilm, Robert Garwood)
- Too Much Sun (1991, Frank Jr.)
- The Karate Kid Part III (1989, Daniel LaRusso)
- Distant Thunder (1988, Jack Lambert)
- The Karate Kid Part II (1986, Daniel LaRusso)
- Crossroads (1986, Eugene Martone)
- The Three Wishes of Billy Grier (1984, televisiefilm, Billy Grier)
- Teachers (1984, Eddie Pilikian)
- The Karate Kid (1984, Daniel LaRusso)
- The Outsiders (1983, Johnny Cade)
- High Powder (1982, televisiefilm, Eddie)
- Dangerous Company (1982, televisiefilm, Denny Brody)
- Up the Academy (1980, Chooch Bambalazi)